# Gilowice (Miedźna)
Gilowice (deutsch Gillowitz, auch Gimpeldorf) ist eine Ortschaft mit einem Schulzenamt der Gmina Miedźna im Powiat Pszczyński der Woiwodschaft Schlesien in Polen.

## Geschichte
Der Ort wurde im Jahr 1620 als Gilowitz erstmals urkundlich erwähnt. Der Name ist patronymisch abgeleitet vom Personennamen Gil mit dem typischen westslawischen Suffix -(ow)ice. Im Jahr 1845 tauchte der deutsche Name Gimpeldorf als eine Lehnübersetzung vom Vogel Gimpel (polnisch gil) auf.
Nach dem Ersten Schlesischen Krieg und dem Vorfrieden von Breslau fiel das Dorf mit dem größten Teil Schlesiens an Preußen. Ab 1816 gehörte es zum Kreis Pleß, mit dem es bis 1922 verbunden blieb.
In der Volksabstimmung in Oberschlesien über die künftige Zugehörigkeit Oberschlesiens vom Jahre 1921 votierten 201 von 217 Wählern für Polen, 16 Stimmen votierten für Deutschland.
Nach der polnischen Annexion Ostoberschlesiens 1922 gehörte Gilowice zu Polen. Unterbrochen wurde dies nur durch die Besetzung Polens durch die Wehrmacht im Zweiten Weltkrieg.
Ab dem Jahr 1950 gehörte es zur Woiwodschaft Katowice.

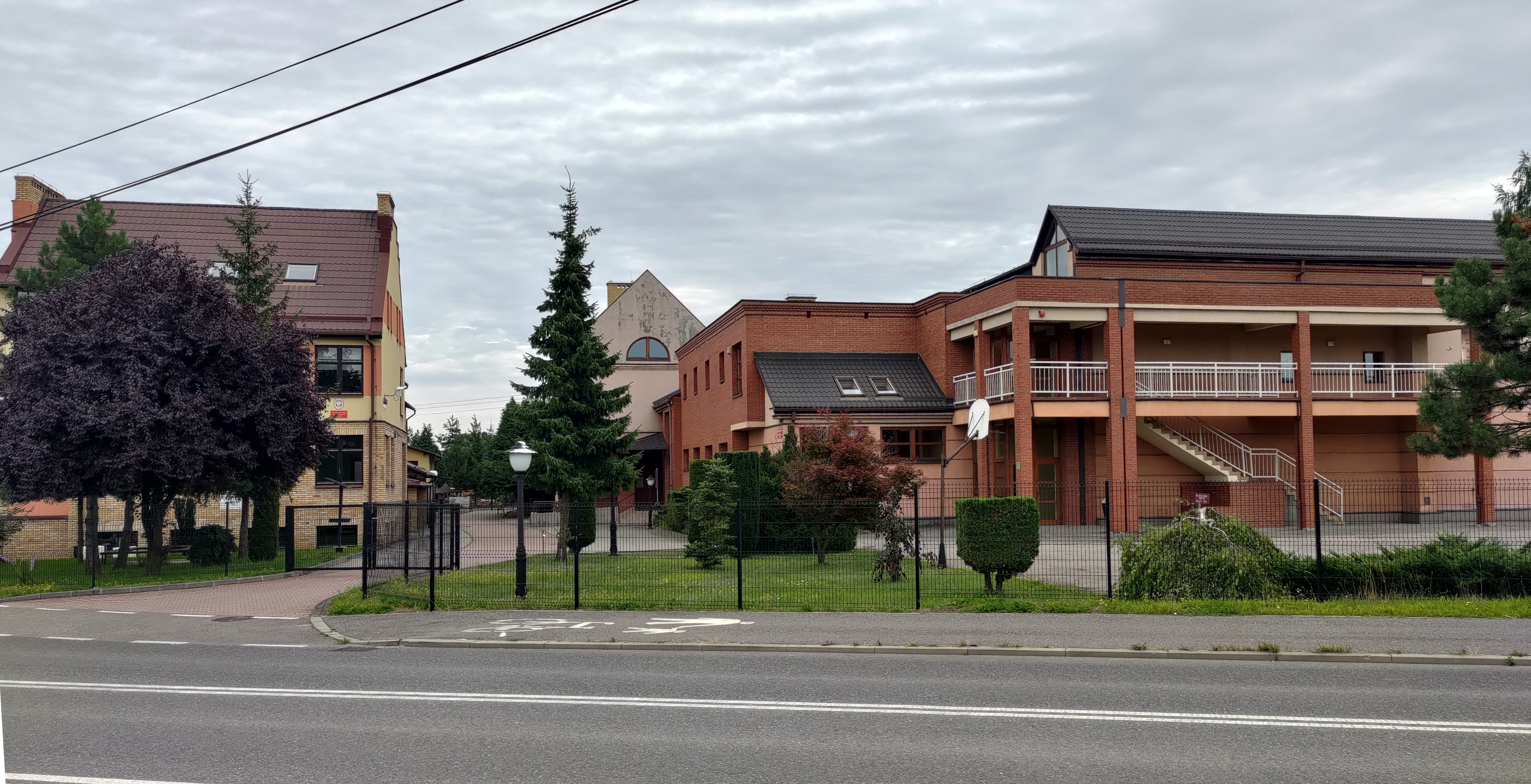
Weiterführende Schule

1994 wurde eine der drei Weiterführenden Schulen in Polen in Gilowice eröffnet, die sich auf dem Lande befindet.